# ハローマート
1. 本社を置いていたハローマート稔台店
2. その他のハローマート・ラコマート店舗

ハローマート (Hallo! MART) は、千葉県松戸市に本社を置く株式会社ハローマート（英文社名：Hallo - Mart - Co.,Ltd.、後の松戸管理株式会社）がかつて運営していたスーパーマーケットの店舗ブランド。本社所在地の松戸市を地盤に営業する地域密着型の食品スーパーであった。
2019年に株式会社ハローマートの経営破綻により、オザム傘下の大黒流通チェーンへ事業譲渡。同社への譲渡後、店舗ブランドは順次「ラコマート (LAKO mart)」へ転換され、2025年5月末の六実店閉店をもって「ハローマート」ブランドの店舗は消滅した。
三徳と業務提携していた経緯から、2014年の民事再生法手続き以前はCGCグループに加盟していた。

## 概要
ハローマートの起こりは、1969年（昭和44年）に百貨店の扇屋松戸店（1997年閉店）内に青果店を営んだのが始まりである。1975年に松戸市内に出店し、1976年に株式会社ハローマートを設立した。
別業態として、1980年にはディスカウントストア「ハローエース」を出店、1985年にはコンビニエンスストア「ハウディ」を本社1階に開店したが、1990年代には本業のスーパーマーケットへの回帰のためいずれも閉店した。
1990年代後半のバブル崩壊後より、ハローマートの主な商圏である松戸地区には大手・中堅スーパーマーケットが乱立し、それらの出店攻勢に押されて店舗数を減らし、売上高も最盛期の半分となる40億円台まで落ち、経営不振に陥った。
2010年代に入ってから、本社を松戸市仲井町から八ヶ崎へ移転、さらに2016年は本社を松戸新田へ移転した。仲井町の旧本社は、神戸物産が運営する「業務スーパー松戸新田店」となっている。
2014年10月29日付で、株式会社ハローマートは民事再生法の適用を申請。翌11月に再生認可を受け、スポンサーである株式会社大黒流通チェーン（旧社）のもとで経営再建を図った。
その後、親会社であった株式会社大黒流通チェーン（旧社、後の富岡管理株式会社）の業績悪化に伴い、2019年4月1日付でタカラ・エムシーが設立した株式会社大黒流通チェーン（新社）へ事業譲渡し、「ハローマート」は大黒流通チェーン（新社）の店舗ブランドとなった。
翌2020年2月27日付で、株式会社ハローマートは松戸管理株式会社へ商号変更。同年12月11日には、親会社であった富岡管理株式会社（旧商号・株式会社大黒流通チェーン）と共に、東京地方裁判所から特別清算開始決定を受けた。法人としては2度も経営破綻することになった。2021年4月23日付で、松戸管理株式会社は法人格が消滅した。
株式会社大黒流通チェーン（新社）への事業譲渡後は、店舗ブランドは順次「ラコマート」へ転換され「ハローマート」の屋号は消滅した。また「ラコマート」となってからは、株式会社ハローマート時代には未出店だった千葉県外（埼玉県・東京都）へも出店しており、2025年時点では「ラコマート」の店舗は埼玉県が最多となっている。

### 創業以来のテーマ
株式会社ハローマート時代に制定。
1. 健康作りのお手伝い
2. 商品・店・人3つの鮮度の向上
3. 欲しい物を欲しいだけ買える売り場づくり

## 沿革

### 創業 - 1995年
- 1969年 - 創業。扇屋松戸店に青果部門として出店[4]。
- 1975年 - ハローマート上本郷店を開店[4]、ハローマート稔台店を開店[4]。
- 1976年 - 株式会社ハローマートを設立（資本金1,000万円）[4]。
- 1976年 - 株式会社ハローフーズを設立（子会社、資本金300万円）[4]。
- 1977年 - ハローマート馬橋店を開店[4]。
- 1979年 - 資本金2,000万円に増資[4]。株式会社三徳と業務提携締結[4]。
- 1980年 - ハローマート上本郷店をディスカウントストアへ業態転換し「ハローエース上本郷店」とする[4]。
- 1981年 - 資本金2,320万円に増資[4]。
- 1982年 - 扇屋ジャスコ松戸店地下1階にハローエース松戸店を開店[4]。ハローマート五香店を開店。資本金4,160万円に増資[4]。
- 1984年 - ハローマート新松戸店を開店[4]。ハローマート六実店を開店[4]。資本金8,000万円に増資[4]。
- 1985年 - 本部を移転[4]。コンビニエンスストア「ハウディー」を開店[4]。
- 1986年 - ハローマート南増尾店を開店[4]。
- 1987年 - ハローエースの店舗ブランドを「フーズランドハロー」へ変更[4]。
- 1990年 - ハローマート北松戸店（食賓館）を開店[4]。
- 1993年 - ハローマート馬橋店を移転し新装開店[4]。
- 1995年 - ハローマート南増尾店を増床[4]。
- 1995年 - ハローマート五香店を新装開店[4]。

### 1997年 - 経営破綻
- 1997年 - 松戸店を閉店。
- 1998年 - ハローマート六実店を増床。ホームマート閉店。
- 1999年 - ハローマート小金原店を開店。ハローマート南増尾店を新装開店。
  - 10月23日 - ハローマート五香店が、首都圏市販冷食連絡協議会（市冷協）が主催する平成11年度「冷凍食品まつり」キャンペーンに参加[12]。
- 2001年 - ハローマート小金原店を閉店。
- 2002年 - ハローマートみつわ台店を開店。
- 2013年 - 業務再編の一環として、関連会社の株式会社ハローフーズを存続会社とし、株式会社ハローマートを合併した上で「株式会社ハローマート」へ商号変更[10]。
- 2014年
  - 10月 - 株式会社ハローマートが、東京地方裁判所へ民事再生法の適用を申請[13]。
  - 11月 - 株式会社ハローマートが、東京地方裁判所から再生認可を受ける[14]。

### 事業譲渡後
- 2019年4月1日 - タカラ・エムシーが設立した株式会社大黒流通チェーン（新社）へ事業譲渡。「ハローマート」の名称は大黒流通チェーン（新社）の店舗ブランドとなる。
- 2020年
  - 2月27日 - 同日付で株式会社ハローマートが松戸管理株式会社へ商号変更[1]。
  - 10月31日 - ハローマート新松戸店を閉店[15]。
  - 12月11日 - 松戸管理株式会社が、富岡管理株式会社（旧商号・株式会社大黒流通チェーン）、町屋管理株式会社（旧商号・株式会社ギガ物産）、松島管理株式会社（旧社名・有限会社綿屋田島酉二郎商店）の3社と共に、東京地方裁判所から特別清算開始決定を受ける。
- 2021年4月23日 - 同日付で松戸管理株式会社の法人格が消滅[1]。
- 2023年9月30日 - ハローマート南増尾店を閉店。
- 2024年12月31日 - ハローマート馬橋店を閉店[16]。
- 2025年5月30日 - ハローマート六実店を閉店、これにより「ハローマート」ブランドの店舗が消滅[6]。

## 店舗

### ラコマートとして現存する店舗
2025年6月時点。店舗掲載順は大黒流通チェーン公式サイト「店舗情報」に準拠。ラコマートとして現存する店舗のうち、旧ハローマートの店舗は、稔台店と北松戸店の2店舗のみである。

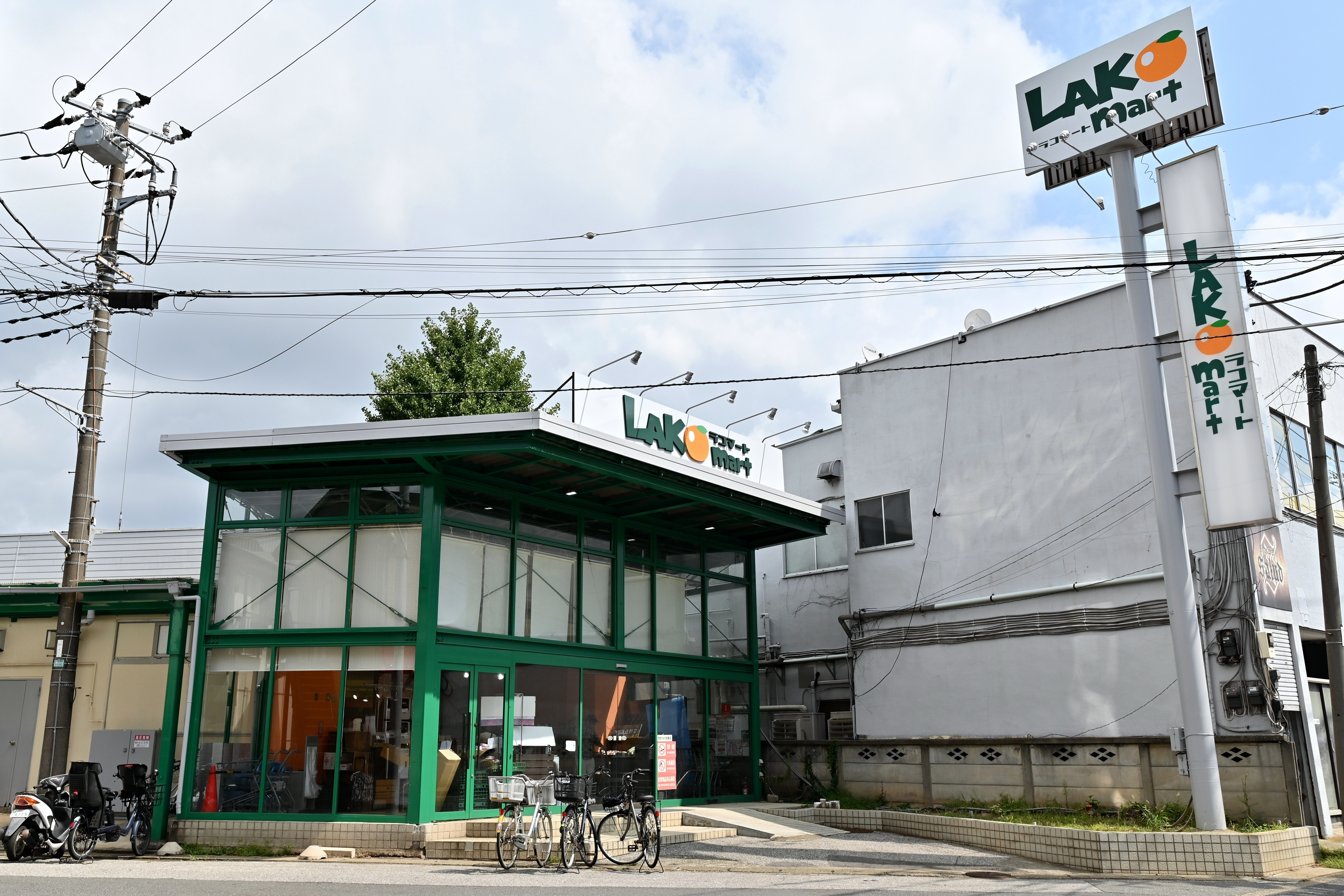
ラコマート稔台店（千葉県松戸市）

千葉県
- 稔台店：千葉県松戸市松戸新田575番地7ラコマート稔台店（千葉県松戸市）
1975年開店[4]、旧ハローマート稔台店。株式会社ハローマートの本社所在地でもあった同社の基幹店舗[1]。
2022年12月9日に「ラコマート」へ業態転換[17][18]。
- 北松戸店：千葉県松戸市北松戸2丁目6-1
1990年開店[4]、旧ハローマート北松戸店（食賓館）[4]。
2階にザ・ダイソーラコマート北松戸店を併設[19]。
- 南行徳店：千葉県市川市相之川4丁目18-1 メトロセンター南行徳1番街
東京メトロ東西線南行徳駅高架下の駅ナカ商業施設内に出店[20]。2022年11月、大黒流通チェーンが運営していた「ナカムラヤダイニング南行徳店」からの業態転換、旧ハローマートの店舗ではない[21][22]。

埼玉県
埼玉県内の店舗はいずれも、旧ハローマートの店舗ではない。
- 北越谷店：埼玉県越谷市大沢534
- 武里店：埼玉県春日部市大場1143
- 荒川店：埼玉県秩父市荒川上田野956-1
- 小鹿野店：埼玉県秩父郡小鹿野町小鹿野2000
- 横瀬店：埼玉県秩父郡横瀬町横瀬5821-2
- 上安松店：埼玉県所沢市上安松1034-1
- 永田店：埼玉県秩父市永田町5-25

東京都
東京都内の店舗はいずれも、旧ハローマートの店舗ではない。
- 新柴又店：東京都葛飾区柴又5丁目7-1
大黒流通チェーンが運営する「エネルギースーパーたじま」からの業態転換[23]。
- 駒込店：東京都北区西ヶ原1丁目55-27
大黒流通チェーンが運営する「エネルギースーパーたじま」から、2024年5月26日に業態転換[24]。

### 過去に存在したハローマートの店舗
開店順。松戸市内に6店・柏市内に1店の店舗を展開していた。
松戸市
- ハローマート上本郷店：1975年開店[4]。
所在地不明、閉店日不明。[要出典]
- ハローマート馬橋店：1977年開店[4]。千葉県松戸市西馬橋相川町8（馬橋駅西口）。
2024年12月31日閉店[16]。跡地には2025年5月31日にビッグ・エー松戸西馬橋相川町店[25]が開店[26]。ハローマートの建物と駐車場を改修した上で居抜き出店[27]。
- ハローマート五香店：1982年開店[4]。
所在地不明、閉店日不明。[要出典]
- ハローマート新松戸店：1984年開店[4]。千葉県松戸市新松戸3丁目103番地（新松戸駅西口）。
2020年10月31日閉店[15]。跡地には2021年12月16日にスギ薬局新松戸南店[28]が開店[29]。
- ハローマート六実店：1984年開店[4]。千葉県松戸市六高台4丁目204（六実駅西口）。
「ハローマート」ブランドで最後まで残存した店舗。公式ウェブサイトなどには「ハローマート六実店」の店名で掲載されていたが、店舗建物と看板には閉店時まで「Hallo! MART GROUP シマノマート」と表記されていた。
2025年5月30日閉店[6]。これにより「ハローマート」ブランドの店舗は消滅。
- ハローマート小金原店：1999年開店、2001年閉店。所在地不明。[要出典]

柏市
- ハローマート南増尾店：1986年開店[4]。千葉県柏市南増尾7丁目1-30
県道51号沿いのロードサイド店舗。松戸市栗ヶ沢との市境付近の南増尾交差点に立地しており、唯一柏市内で営業していたのはそのため。
2023年9月30日閉店。跡地には2024年7月25日にウエルシア柏南増尾7丁目店[30]が居抜き出店。ハローマートの緑と白のツートンカラーの外壁塗装をアイボリー1色に塗り替えた上で、看板を掛け替えて建物を再利用しているため、ハローマート時代の面影が残る[31]。

千葉市若葉区
- ハローマートみつわ台店：2002年開店、閉店日不明。所在地不明。[要出典]